# JBA
JBA – brytyjskie przedsiębiorstwo informatyczne (od roku 2000 wchodziło w skład kanadyjskiego konsorcjum GEAC Computer), które specjalizuje się w oprogramowaniu wspomagającym zarządzanie przedsiębiorstwami i instytucjami. Głównym jej produktem był system zintegrowany System 21. Dostępny był on również w wersji polskiej na minikomputer IBM AS/400.